# Terrence Agard
Terrence Agard (* 16. April 1990 in Willemstad, Curaçao) ist ein niederländischer Leichtathlet aus Curaçao, der sich auf den 400-Meter-Lauf spezialisiert hat.

## Sportliche Laufbahn
Erste internationale Erfahrungen sammelte Terrence Agard im Jahr 2006, als er bei den CARIFTA-Games in Les Abymes im 800-Meter-Lauf mit 2:06,81 min in der ersten Runde ausschied und auch über 1500 Meter schied er mit 4:44,04 min im Vorlauf aus. Im Jahr darauf schied er bei den CARIFTA-Games in Providenciales über 400 Meter mit 50,05 s in der Vorrunde aus und belegte über 800 Meter in 2:07,88 min den neunten Platz. Anschließend startete er im 400-Meter-Lauf bei den Jugendweltmeisterschaften in Ostrava, kam dort aber mit 49,99 s nicht über die erste Runde hinaus. 2008 wurde er bei den CARIFTA-Games in Basseterre in 1:56,07 min Sechster über 800 Meter und schied über 400 Meter mit 48,57 s in der Vorrunde aus. Anschließend startete er im 200-Meter-Lauf bei den NACAC-U23-Meisterschaften in Toluca de Lerdo und scheiterte dort mit 22,90 s im Vorlauf. Bei den CARIFTA-Games 2009 in Vieux Fort belegte er mit der 4-mal-100-Meter-Staffel der niederländischen Antillen in 41,16 s den fünften Platz und auch mit der 4-mal-400-Meter-Staffel wurde er in 3:17,46 min Fünfter. Anschließend erreichte er bei den Zentralamerika- und Karibikmeisterschaften in Havanna in 40,44 s Rang acht mit der 4-mal-100-Meter-Staffel und bei den Panamerikanischen Juniorenmeisterschaften in Port of Spain schied er über 400 Meter mit 48,31 s im Vorlauf aus. 2010 belegte er bei U23-Südamerikameisterschaften, die im Zuge der Südamerikaspiele in Medellín ausgetragen wurden in 47,47 s den vierten Platz über 400 Meter. Anschließend wurde er bei den NACAC-U23-Meisterschaften in Miramar in 21,02 s Sechster über 200 Meter und schied im 400-Meter-Lauf mit 47,37 s in der Vorrunde aus. Zudem belegte er mit der 4-mal-400-Meter-Staffel in 3:15,66 min den sechsten Platz. Nach Auflösung des nationel Sportverbandes der niederländischen Antillen Ende 2010 blieb er zunächst bis 2013 auf Curaçao, ehe er entschied ab 2014 für die Niederlande an den Start zu gehen.
2014 nahm er dann mit der niederländischen 4-mal-400-Meter-Staffel an den Europameisterschaften in Zürich teil, verpasste dort aber mit 3:05,93 min den Finaleinzug. Im Jahr darauf schied er bei den Halleneuropameisterschaften in Prag über 400 Meter mit 47,59 s in der ersten Runde aus und anschließend kam er bei den IAAF World Relays 2015 auf den Bahamas im Vorlauf nicht ins Ziel. 2016 belegte er bei den Europameisterschaften in Amsterdam in 3:04,52 min den siebten Platz im Staffelbewerb und 2017 konnte er bei den Halleneuropameisterschaften in Belgrad seinen Vorlauf über 400 Meter nicht beenden. Bei den IAAF World Relays 2019 in Yokohama belegte er in 3:05,15 min den fünften Platz im B-Finale und bei den World Athletics Relays 2021 im polnischen Chorzów wurde er in 3:21,02 min Achter in der Mixed-Staffel. Im August erreichte er bei den Olympischen Sommerspielen in Tokio das Finale in der Männerstaffel und gewann dort mit neuem Landesrekord von 2:57,18 min gemeinsam mit Liemarvin Bonevacia, Tony van Diepen und Ramsey Angela die Silbermedaille hinter den Vereinigten Staaten. Im März 2022 gewann er dann bei den Hallenweltmeisterschaften in Belgrad in 3:06,90 min gemeinsam mit Taymir Burnet, Nick Smidt und Tony van Diepen die Bronzemedaille hinter Belgien und Spanien. Im Juli verpasste er bei den Weltmeisterschaften in Eugene mit 3:03,14 min den Finaleinzug mit der Staffel. Im Jahr darauf belegte er bei den Weltmeisterschaften in Budapest mit der Staffel in 3:00,40 min den sechsten Platz und verhalf der Mixed-Staffel zum Finaleinzug. 2024 gewann er bei den Hallenweltmeisterschaften in Glasgow in 3:04,25 min gemeinsam mit Liemarvin Bonevacia, Ramsey Angela und Tony van Diepen die Bronzemedaille hinter den Teams aus Belgien und den Vereinigten Staaten. Im Mai wurde er bei den World Athletics Relays auf den Bahamas in 3:03,24 min Vierter im C-Lauf über 4-mal 400 Meter und verpasste damit die Direktqualifikation für die Olympischen Spiele in Paris. Anschließend verpasste er bei den Europameisterschaften in Rom mit 3:03,50 min den Finaleinzug.
2019 wurde Agard niederländischer Meister im 400-Meter-Lauf.

## Persönliche Bestleistungen
- 200 Meter: 20,78 s (−0,2 m/s), 9. Mai 2015 in St-Martin
- 400 Meter: 45,61 s, 30. Juni 2019 in La Chaux-de-Fonds
  - 400 Meter (Halle): 46,41 s, 26. Februar 2022 in Apeldoorn